# Беролатти, Жиль
Жиль Беролатти (фр. Gilles Berolatti, р. 4 мая 1944) — французский фехтовальщик-рапирист, олимпийский чемпион.

## Биография
Родился в 1944 году в Париже. В 1968 году принял участие в Олимпийских играх в Мехико, где стал обладателем золотой медали. В 1972 году на Олимпийских играх в Мюнхене стал обладателем бронзовой медали. 